# Raorchestes luteolus
Raorchestes luteolus es una especie de anfibio anuro de la familia Rhacophoridae que habita en India; es endémica de las Ghats occidentales. Vive en el estado de Karnataka en altitudes de entre 920 y 1120 metros. No se conoce su estado poblacional.

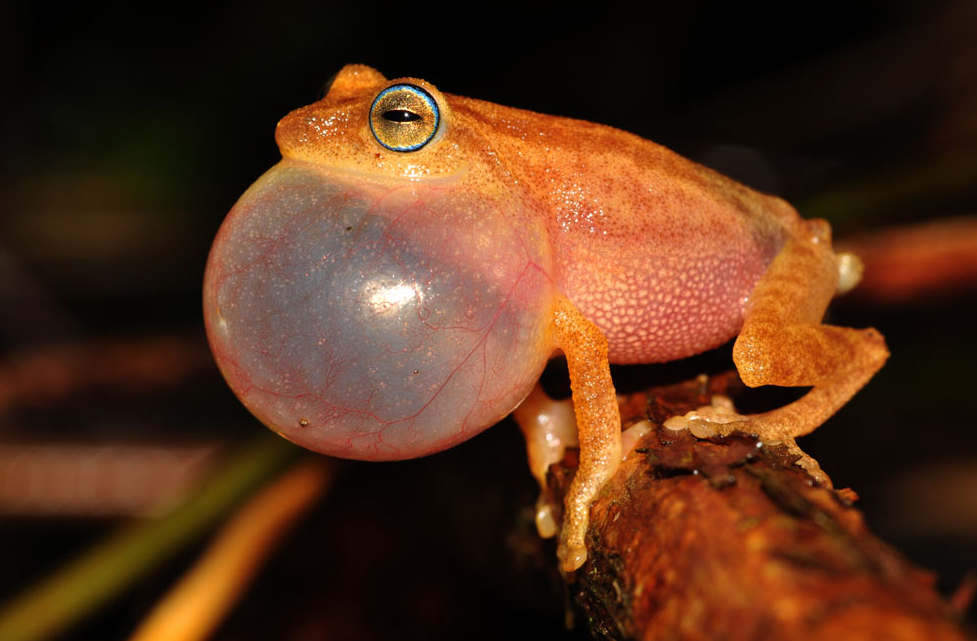
Macho llamando.